# Народный Хурал Республики Калмыкия
Народный Хурал (Парламент) Республики Калмыкия (калм. Хальмг Таңһчин Улсин Хурал (Парламент)) — законодательный (представительный) однопалатный орган государственной власти Республики Калмыкия. Является постоянно действующим высшим и единственным органом законодательной власти республики.

## Полномочия Народного Хурала (Парламента) Республики Калмыкия
Полномочия Народного Хурала (Парламента) Республики Калмыкия определяются 34 статьей Степного Уложения (Конституции) Республики Калмыкия.
1) принятие Степного Уложения (Конституции) Республики Калмыкия и поправок к нему, а также принятие законов Республики Калмыкия и постановлений,  внесение в них изменений;
2) решение вопросов административно - территориального устройства Республики Калмыкия;
3) утверждение республиканского бюджета и отчета о его исполнении, представленные Главой Республики Калмыкия;
4) установление республиканских налогов и сборов, а также порядок их взимания;
5) утверждение программ социально-экономического развития Республики Калмыкия, представленных Главой Республики Калмыкия;
6) утверждение бюджетов территориальных государственных внебюджетных фондов Республики Калмыкия и отчеты об их исполнении;
7) заслушивание ежегодных отчетов Главы Республики Калмыкия о результатах деятельности Правительства Республики Калмыкия, в том числе по вопросам, поставленным Народным Хуралом (Парламентом) Республики Калмыкия;
8) установление порядка управления и распоряжения собственностью Республики Калмыкия, в том числе долями (паями, акциями) Республики Калмыкия в капиталах хозяйственных обществ, товариществ и предприятий иных организационно-правовых форм;
9) участие в рассмотрении проектов федеральных законов по предметам совместного ведения Российской Федерации и Республики Калмыкия;
10) пункт 10 признать утратившим силу (Закон РК от 29.06.2012г. №358-IV-З);
11) обеспечение единства законодательного регулирования на территории Республики Калмыкия, осуществление наряду с другими уполномоченными на то органами контроля за соблюдением и исполнением законов Республики Калмыкия, исполнением республиканского бюджета, исполнением бюджетов территориальных государственных внебюджетных фондов Республики Калмыкия, соблюдением установленного порядка распоряжения собственностью Республики Калмыкия;
12) установление системы исполнительных органов государственной власти Республики Калмыкия;
13) дача согласия Главе Республики Калмыкия  по кандидатуре на  должность Председателя Правительства Республики Калмыкия и выражение недоверия Председателю Правительства Республики Калмыкия;
14) назначение мировых судей Республики Калмыкия;
15) назначение члена Совета Федерации Федерального Собрания Российской Федерации – представителя в Совете Федерации Федерального Собрания Российской Федерации от Народного Хурала (Парламента) Республики Калмыкия;
16) назначение на должность и освобождение от должности Уполномоченного по правам человека в Республике Калмыкия;
17) назначение на должность и освобождение от должности председателя Контрольно-счетной палаты Республики Калмыкия;
18) формирование половины состава Избирательной комиссии Республики Калмыкия;
19) установление порядка проведения выборов в Народный Хурал (Парламент) Республики Калмыкия, порядка проведения выборов Главы Республики Калмыкия и порядка отзыва Главы Республики Калмыкия;
20) назначение выборов в Народный Хурал (Парламент) Республики Калмыкия, выборов Главы Республики Калмыкия и голосования по отзыву Главы Республики Калмыкия;
21) принятие решения о проведении референдума Республики Калмыкия;
22) роспуск представительного органа местного самоуправления в порядке и по основаниям, предусмотренным действующим федеральным и республиканским законодательством;
23) осуществление права законодательной инициативы в Федеральном Собрании Российской Федерации;
24) установление республиканских наград;
25) утверждение заключения и расторжения договоров Республики Калмыкия;
26) установление порядка проведения выборов в органы местного самоуправления на территории Республики Калмыкия в пределах полномочий, определенных федеральным законом;
27) осуществление иных полномочий, предусмотренных федеральным и республиканским законодательством.

## Созывы
Народный Хурал (Парламент) Республики Калмыкия 1 созыва — 16.10.1994 -18.10.1998 гг.;
Народный Хурал (Парламент) Республики Калмыкия 2 созыва — 18.10.1998 - 7.12.2003 гг.;
Народный Хурал (Парламент) Республики Калмыкия 3 созыва — 7.12.2003 - 2.03.2008 гг.;
Народный Хурал (Парламент) Республики Калмыкия 4 созыва — 2.03.2008 - 8.09.2013 гг.:
Народный Хурал (Парламент) Республики Калмыкия 5 созыва — 8.09.2013 - 9.09.2018гг.;
Народный Хурал (Парламент) Республики Калмыкия 6 созыва — 9.09.2018 - 10.09. 2023 гг.;
Народный Хурал (Парламент) Республики Калмыкия 7 созыва — 10.09.2023 - по настоящее время

## Фракции Народного Хурала (Парламента) РК седьмого созыва
| Фракция             | Руководитель                 | Кол-во депутатов |
| ------------------- | ---------------------------- | ---------------- |
| Единая Россия       | Михайлов Артём Васильевич    | 20               |
| КПРФ                | Нуров, Николай Эрднеевич     | 4                |
| Справедливая Россия | Манжикова, Наталья Сергеевна | 2                |
| Новые люди          | Фероян Гаджи Ростамович      | 1                |

## Комитеты
- Комитет по вопросам законодательства, законности, государственного устройства и местного самоуправления
- Комитет по образованию, здравоохранению, культуре, молодёжной политике и социальной защите
- Комитет по бюджету, экономической политике, предпринимательству и собственности
- Комитет по аграрным вопросам и природопользованию
- Мандатная комиссия

## Руководство
Председатель Верховного совета
- Владимир Басанов (апрель 1990 — ноябрь 1992)
- Илья Бугдаев (ноябрь 1992 — 30 апреля 1993)

Председатель Временного парламента
- Илья Бугдаев (30 апреля 1993 — 16 октября 1994)

Председатель Народного Хурала
- Константин Максимов (20 октября 1994 — 4 февраля 1999)
- Вячеслав Бембетов (4 февраля 1999 — 4 апреля 2005)
- Игорь Кичиков (21 апреля 2005 — 24 февраля 2008)
- Анатолий Козачко (с 7 марта 2008)

## Представитель в Совете Федерации
Путеев Байир Эдуардович — полномочия подтверждены с 7 ноября 2023 года